# 長野市立湯谷小学校
長野市立湯谷小学校（ながのしりつ ゆやしょうがっこう）は、長野県長野市上松四丁目にある公立小学校。

## 概要
長野市街地の北東、善光寺から2kmほどの住宅地に位置する。
1969年（昭和44年）に、長野市立城山小学校・長野市立三輪小学校・長野市立吉田小学校・長野市立若槻小学校の過大規模解消のため開校した新設校であるが、同地には1874年（明治7年）から1888年（明治21年）の間上松学校が置かれていた歴史がある。
校区内は概ね浅川が作り出した緩やかな南東向き斜面の住宅地であるが、校舎の西方には地附山がそびえ、その山腹には湯谷団地が拓かれている。この湯谷団地は、1985年（昭和60年）に発生した大規模な地すべり災害により64棟が倒壊する被害を受け、住民1,932名が本校・城山小学校・長野県長野高等学校などに避難した。避難所となった本校では、合唱団が被災者に向けコンサートを開くなどしたという。この災害については、平成に入ってからも本校の防災教育の題材となっている。

## 沿革
前史
- 1873年（明治6年） - 三輪村（現 三輪八丁目）の円通寺に、第六大学区第十四中学区第二番小学洗心学校（長野市立三輪小学校の前身）が開校。
- 1874年（明治7年） - 洗心学校から分かれ、上松村（現 上松）に第六大学区第十四中学区第十四番小学上松学校が開校。
- 1880年（明治13年） - 教育令施行。上水内郡第二番学区上松学校となる。
- 1886年（明治19年）4月1日 - 長野県においては連合町村ごとに1本校・1分教場・1派出所とする体制となり、上松学校は尋常小学校宇木学校上松派出所となる（宇木学校は長野市立三輪小学校の前身）。
- 1888年（明治21年）8月 - 上松派出所廃止。

湯谷小学校の沿革
- 1969年（昭和44年）4月1日 - 長野市立湯谷小学校が開校。長野市立城山小学校・長野市立三輪小学校・長野市立吉田小学校・長野市立若槻小学校から通学区域をわける。
- 1970年（昭和45年）1月10日 - 校章を制定。
- 1971年（昭和46年）3月12日 - 校歌を制定。

## 通学区域
本校は長野市限定隣接学校選択制度の対象校となっており、以下の通学区域内の児童は長野市立浅川小学校への入学を選択することもできる（逆は不可）。
- 上松一丁目の一部
- 上松三丁目の一部
- 上松四丁目
- 上松五丁目
- 三輪八丁目の一部
- 三輪九丁目の一部
- 三輪十丁目
- 吉田一丁目の一部
- 吉田二丁目の一部
- 大字檀田
- 檀田一丁目
- 檀田二丁目

## 交通
- 長野駅善光寺口から
  - 長電バス 64系統「湯谷小学校」下車
  - アルピコ交通（川中島バス）16・17系統「湯谷南」下車